# Amojileca
Amojileca es una localidad del estado mexicano de Guerrero. Es parte del municipio de Chilpancingo de los Bravo.

## Toponimia
El nombre «Amojileca» proviene de los términos en náhuatl: amo, negativo; aiuhlique, hendidura; can, en. Su significado es «lugar donde no se hiende la tierra».

## Demografía
| Gráfica de evolución demográfica |
|                                  |

| Censo | Población |
| ----- | --------- |
| 1900  | 527       |
| 1910  | 521       |
| 1921  | 538       |
| 1930  | 566       |
| 1940  | 629       |
| 1950  | 567       |
| 1960  | 552       |
| 1970  | 538       |
| 1980  | 763       |
| 1990  | 780       |
| 2000  | 714       |
| 2010  | 971       |
| 2020  | 1 296     |